# Ctenitopsis cadieri
Ctenitopsis cadieri là một loài dương xỉ trong họ Tectariaceae. Loài này được C.Chr. ex Tardieu & C.Chr. mô tả khoa học đầu tiên năm 1938.
Danh pháp khoa học của loài này chưa được làm sáng tỏ. 